# Lívia Ventura
Lívia Martins Horacio Ventura (São Paulo, 18 de janeiro de 1987), conhecida como Lívia Ventura, é uma handebolista brasileira que atua como pivô, no clube Pinheiros e na seleção brasileira. Fez a estréia olímpica representando o Brasil nos Jogos Olímpicos de 2020.

## Biografia
Lívia “Ventura" é paulista da cidade brasileira de São Paulo, passou pelas categorias de base do handebol no clube Corinthians, orientado pelo treinador Paulo Goulart.
Iniciou a carreira profissional no time da Metodista São Bernardo do Campo. Sagrou penta-campeã nacionalmente, chamando a atenção dos clubes europeus.
Em 2003/2004 Lívia foi bicampeã na categoria cadete do campeonato paulista e posteriormente também na etapa juvenil em 2005/2006. Ainda neste período foi campeã na categoria juvenil do campeonato brasileiro.
Na Europa atuou por três anos, Lívia Ventura, nas temporadas de 2010/2011 e 2011/2012 na Le Havre, campeã da Copa Challenge Cup (EHF) em seguida atuou no Fleury Loiret, em 2012/2013 onde foi vice-campeã no campeonato francês.
Em 2013, sofreu uma lesão que a fez retornar ao Brasil. No ano seguinte, após recuperação voltou ao São Bernardo onde conquistou mais dois títulos nacionais.
Em 2018, após o nascimento da filha retornou ao São Bernardo (Unip São Bernardo), onde chegou mais duas vezes na final da Liga Nacional, no entanto sendo vice-campeã.
Recebeu novamente proposta para ir jogar na Europa, assim desde 2020 atua no clube Madeira em Portugal. Na temporada 2017/2018 sagrou-se campeão pela primeira vez.
Em junho de 2023, atuando pelo clube Pinheiro venceu o campeonato Sul-Centro Americano de Clubes de handebol, sendo uma das três artilheiras desta partida (com cinco gols) junto com as jogadoras Mayara Fier e Bárbarah Monteiro.
Dentre diversos títulos, conquistou também a Liga no Brasil, Liga Hand, Panamericano de Clubes, e atuando pela seleção brasileira conquistou o Sul-americano e o Centro-sul.

## Títulos
- Campeã Super Copa do Brasil 2025  4x Campeã Sul Centro Americano de Clubes
- 10x Campeã da Liga Nacional de Handebol Brasileira
- 6 Lugar Mundial Espanha 2021
- Campeã Mundial Universitária 2015
- Categoria cadete e juvenil do Campeonato Paulista - 2003, 2004
- Categoria juvenil do Campeonato Paulista - 2005/2006
- Categoria juvenil do Campeonato Brasileiro - 2005